# Bronioznawstwo
Bronioznawstwo – interdyscyplinarna dziedzina badań, zajmująca się uzbrojeniem jako elementem kultury materialnej i szerzej – kultury w ogóle. Choć nie funkcjonuje jako samodzielna dyscyplina akademicka, rozwija się na styku różnych nauk humanistycznych i przyrodniczych: archeologii, historii, historii sztuki, technologii i innych nauk pomocniczych historii. Uprawiają je badacze wywodzący się z różnych środowisk naukowych, którzy stosują odmienne metody badawcze i operują własnymi kategoriami analitycznymi, co z jednej strony sprzyja różnorodności ujęć, z drugiej – utrudnia formułowanie syntetycznych, wieloaspektowych ujęć tematu.
W ujęciu Andrzeja Nadolskiego, jednego z najważniejszych przedstawicieli tej dziedziny w Polsce, bronioznawstwo powinno być traktowane jako część historii kultury. Broń nie jest tylko przedmiotem technicznym – jej konstrukcja, sposób użycia i przemiany w czasie są odbiciem praktyk społecznych, rozwoju technologii i zmieniających się realiów historycznych. Zrozumienie broni wymaga więc nie tylko analizy materiału zabytkowego, ale także znajomości kontekstu jej stosowania.
Bronioznawstwo bazuje na różnorodnych typach źródeł: materialnych (zabytki archeologiczne), pisanych (kroniki, traktaty wojskowe i in.) oraz ikonograficznych. Każdy z tych rodzajów wymaga odmiennego podejścia badawczego i krytycznej oceny. Nadolski podkreślał konieczność zachowania ostrożności metodologicznej i świadomości ograniczeń wynikających z niejednorodności źródeł.
Ambiwalentne położenie bronioznawstwa – między naukami ścisłymi i humanistycznymi – czyni z niego dziedzinę wymagającą intensywnej współpracy interdyscyplinarnej. Dla przykładu, archeolog zajmujący się bronią powinien współpracować z zoologiem w kontekście techniki hodowlanej, technologiem – przy analizie materiałowej i konstrukcyjnej, historykiem architektury – w kwestiach związanych z fortyfikacjami, historykiem sztuki i paleografem – dla analizy ikonografii i rękopisów, a także z historykiem-mediewistą.
W ocenie Nadolskiego skuteczne bronioznawstwo to nie tylko analiza uzbrojenia jako przedmiotu, ale również próba odtworzenia całościowego obrazu wojny jako procesu kulturowego i technicznego – analogicznie do badań nad produkcją narzędzi czy wytworów codzienności. Tak zakreślona perspektywa pozwala widzieć uzbrojenie nie tylko jako wynik rozwoju technologicznego, lecz także jako wyraz potrzeb społecznych, struktur władzy, ideologii i praktyk militarnych danego czasu.